# Alcantarillaíta
La alcantarillaíta es un mineral, arseniato de calcio, hierro y wolframio, que ha sido descrito como especie a partir de ejemplares encontrados en la mina Alcantarilla, en Belalcázar, provincia de Córdoba (España). Dada la complejidad y peculiaridades de su composición química, inicialmente no pudo identificarse, aunque provisionalmente se consideró como filotungstita, dejando claro que probablemente se trataba de una nueva especie. Posteriormente se describió como una nueva especie, que fue aceptada por la Asociación Internacional de Mineralogía. El nombre del mineral deriva del de la mina en la que se ha encontrado.

## Propiedades físicas y químicas
Aunque la alcantarillaíta está relacionada estructuralmente con la walentaíta, representa una combinación de elementos que hasta el momento es única. Es de color amarillo canario intenso, y forma cristales tabulares o laminares de un tamaño de hasta un cuarto de milímetro, agrupados en forma divergente.  

## Yacimientos
La alcantarillaíta es un mineral secundario, formado por la alteración de arseniuros (probablemente löllingita) en presencia de minerales de wolframio.  Fue aprobada como especie por la IMA en 2019 y publicada formalmente en 2020 La única localidad conocida hasta el momento es la localidad tipo,  la mina Alcantarilla, en Belalcázar, provincia de Córdoba (España). Aparece en fisuras y cavidades de un filón de cuarzo encuentra asociada a arsenopirita, parasimplesita, karibibita y ocasionalmente a ferberita.